# Рок (тауншип, Миннесота)
Рок (англ. Rock) — тауншип в округе Пайпстон, Миннесота, США. На 2000 год его население составило 184 человека.

## География
По данным Бюро переписи населения США площадь тауншипа составляет 92,9 км², из которых 92,6 км² занимает суша, а 0,2 км² — вода (0,25 %).

## Демография
По данным переписи населения 2000 года здесь находились 184 человека, 70 домохозяйств и 58 семей.  Плотность населения —  2,0 чел./км².  На территории тауншипа расположено 74 постройки со средней плотностью 0,8 построек на один квадратный километр. Расовый состав населения: 99,46 % белых и 0,54 % коренных американцев.
Из 70 домохозяйств в 28,6 % воспитывались дети до 18 лет, в 72,9 % проживали супружеские пары, в 5,7 % проживали незамужние женщины и в 17,1 % домохозяйств проживали несемейные люди. 15,7 % домохозяйств состояли из одного человека, при том 4,3 % из — одиноких пожилых людей старше 65 лет. Средний размер домохозяйства — 2,63, а семьи — 2,88 человека.
24,5 % населения — младше 18 лет, 7,6 % — в возрасте от 18 до 24 лет, 25,5 % — от 25 до 44, 25,0 % — от 45 до 64, и 17,4 % — старше 65 лет. Средний возраст — 41 год. На каждые 100 женщин приходилось 119,0 мужчин.  На каждые 100 женщин старше 18 приходилось 117,2 мужчин.
Средний годовой доход домохозяйства составлял 39 643 доллара, а средний годовой доход семьи —  45 750 долларов. Средний доход мужчин —  22 143  доллара, в то время как у женщин — 18 750. Доход на душу населения составил 16 874 доллара. За чертой бедности находились 10,5 % семей и 15,5 % всего населения тауншипа, из которых 22,4 % младше 18 и 24,0 % старше 65 лет.